# Emily Kagan
Emily Kagan (Bangor, Maine; 14 de julio de 1981) es una artista marcial mixta estadounidense que ha competido en la división de peso paja para Ultimate Fighting Championship. También ha luchado para Invicta Fighting Championships.

## Carrera de artes marciales mixtas
Kagan se graduó en Goucher College con un título en administración de empresas y comenzó su carrera amateur en las artes marciales mixtas en marzo de 2010, registrando cinco victorias y dos derrotas. Posteriormente debutó a nivel profesional dos años más tarde, en septiembre de 2012. Compitió dos veces ese año, ganando ambas peleas por decisión.

### Invicta Fighting Championships
En 2013, Kagan firmó con la promoción Invicta FC. Ella hizo su debut el 5 de enero de 2013 en Invicta FC 4. Perdió ante Rose Namajunas por sumisión en el tercer asalto. Kagan se recuperó en su segunda pelea para la promoción en Invicta FC 6 el 13 de julio de 2013. Derrotó a Ashley Cummins por decisión dividida.

### Ultimate Fighting Championship
The Ultimate Fighter
El 11 de diciembre de 2013, se anunció que Kagan fue contratada por la Ultimate Fighting Championship junto con otros diez luchadores de peso paja para competir en The Ultimate Fighter: A Champion Will Be Crowned, que coronará al primer campeón de peso paja de la historia de la UFC.
En el primer episodio, se reveló que la UFC había clasificado a los luchadores. Kagan ocupó el puesto 15 de 16 luchadoras y fue emparejada con la segunda cabeza de serie, Joanne Calderwood. Calderwood fue elegida tercera por el equipo Pettis, enviando así a Kagan al equipo Melendez. En su combate, perdió por decisión mayoritaria.
Después de TUF
La primera pelea de Kagan después de The Ultimate Fighter fue contra Angela Hill en The Ultimate Fighter: A Champion Will Be Crowned Finale el 12 de diciembre de 2014. Ella perdió la pelea por decisión unánime. Kagan luchó por última vez contra Kailin Curran en UFC Fight Night: Namajunas vs. VanZant en Las Vegas, perdiendo por sumisión. En abril de 2016 Kagan fue oficialmente retirada de la lista de la UFC.

## Récord en artes marciales mixtas
| Resultado | Récord | Oponente       | Método                      | Evento                                                  | Fecha                   | Ronda | Tiempo | Localización |
| --------- | ------ | -------------- | --------------------------- | ------------------------------------------------------- | ----------------------- | ----- | ------ | ------------ |
| Derrota   | 3–3    | Kailin Curran  | Sumisión (rear-naked choke) | UFC Fight Night: Namajunas vs. VanZant                  | 10 de diciembre de 2015 | 2     | 4:13   | Las Vegas    |
| Derrota   | 3–2    | Angela Hill    | Decisión (unánime)          | The Ultimate Fighter: A Champion Will Be Crowned Finale | 12 de diciembre de 2014 | 3     | 5:00   | Las Vegas    |
| Victoria  | 3–1    | Ashley Cummins | Decisión (split)            | Invicta FC 6: Coenen vs. Cyborg                         | 13 de julio de 2013     | 3     | 5:00   | Kansas City  |
| Derrota   | 2–1    | Rose Namajunas | Sumisión (rear-naked choke) | Invicta FC 4: Esparza vs. Hyatt                         | 5 de enero de 2013      | 3     | 3:44   | Kansas City  |
| Victoria  | 2–0    | Glena Avila    | Decisión (split)            | Dakota FC 13: Coming Home                               | 13 de octubre de 2012   | 3     | 5:00   | Grand Forks  |
| Victoria  | 1–0    | Lynae Lovato   | Decisión (unánime)          | Jackson's MMA Series 9                                  | 8 de septiembre de 2012 | 3     | 5:00   | Albuquerque  |